# Лубанс-Лораге
Луба́нс-Лораге́ (фр. Loubens-Lauragais, окс. Lobens de Lauragués) — коммуна во Франции, находится в регионе Юг — Пиренеи. Департамент — Верхняя Гаронна. Входит в состав кантона Караман. Округ коммуны — Тулуза.
Код INSEE коммуны — 31304.

## География

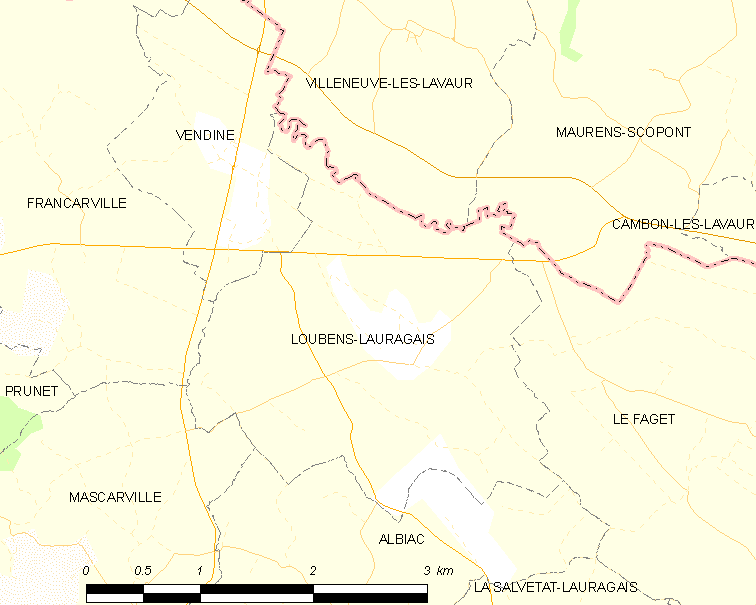
Карта коммуны

Коммуна расположена приблизительно в 590 км к югу от Парижа, в 28 км к востоку от Тулузы.
По территории коммуны протекают реки Жиру и Вандинель (фр. Vendinelle).

## Климат
Климат умеренно-океанический. Зима мягкая и снежная, весна характеризуется сильными дождями и грозами, лето сухое и жаркое, осень солнечная. Преобладают сильные юго-восточные и северо-западные ветры.

## Население
Население коммуны на 2010 год составляло 417 человек.
| 1962 | 1968 | 1975 | 1982 | 1990 | 1999 | 2010 |
| ---- | ---- | ---- | ---- | ---- | ---- | ---- |
| 211  | 185  | 189  | 233  | 248  | 323  | 417  |

## Администрация
| Период | Период | Фамилия      | Партия                  | Примечания |
| ------ | ------ | ------------ | ----------------------- | ---------- |
| 1995   | 2014   | Ив Нуа       | Социалистическая партия |            |
| 2014   | 2020   | Марк Гарригу |                         |            |

## Экономика
В 2010 году среди 273 человек трудоспособного возраста (15—64 лет) 222 были экономически активными, 51 — неактивными (показатель активности — 81,3 %, в 1999 году было 76,2 %). Из 222 активных жителей работали 199 человек (104 мужчины и 95 женщин), безработных было 23 (14 мужчин и 9 женщин). Среди 51 неактивных 22 человека были учениками или студентами, 16 — пенсионерами, 13 были неактивными по другим причинам.

## Достопримечательности
- Замок Лубанс (XVI век). Исторический памятник с 1991 года[4][5]
- Церковь Нотр-Дам (XVI век)
- Ветряная мельница (XV век)

## Известные представители
- Гуго де Лубенс Вердала (1531—1595) — 51/52-й Великий магистр ордена госпитальеров (1581—1595)

## Фотогалерея

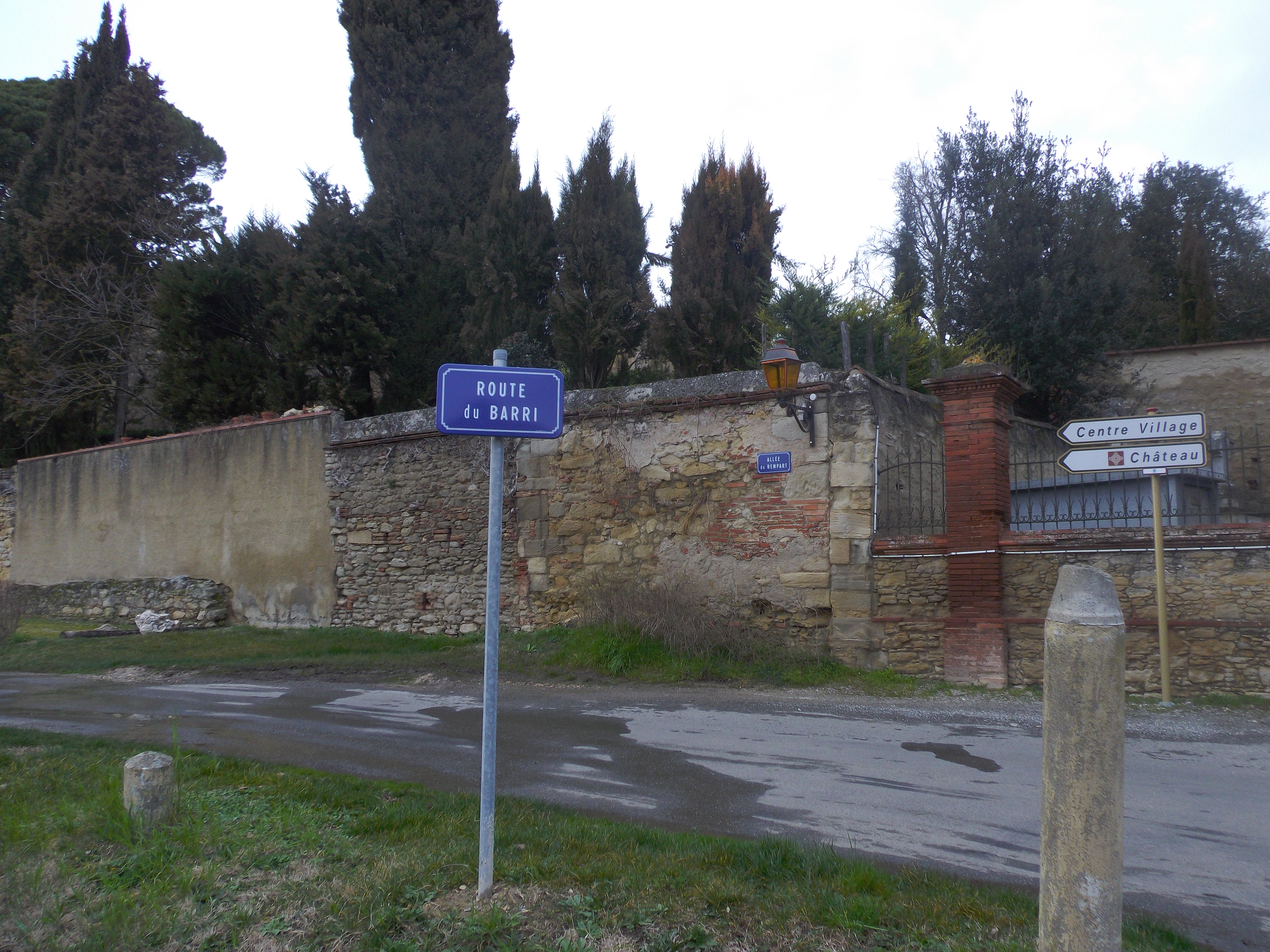
Лубанс-Лораге
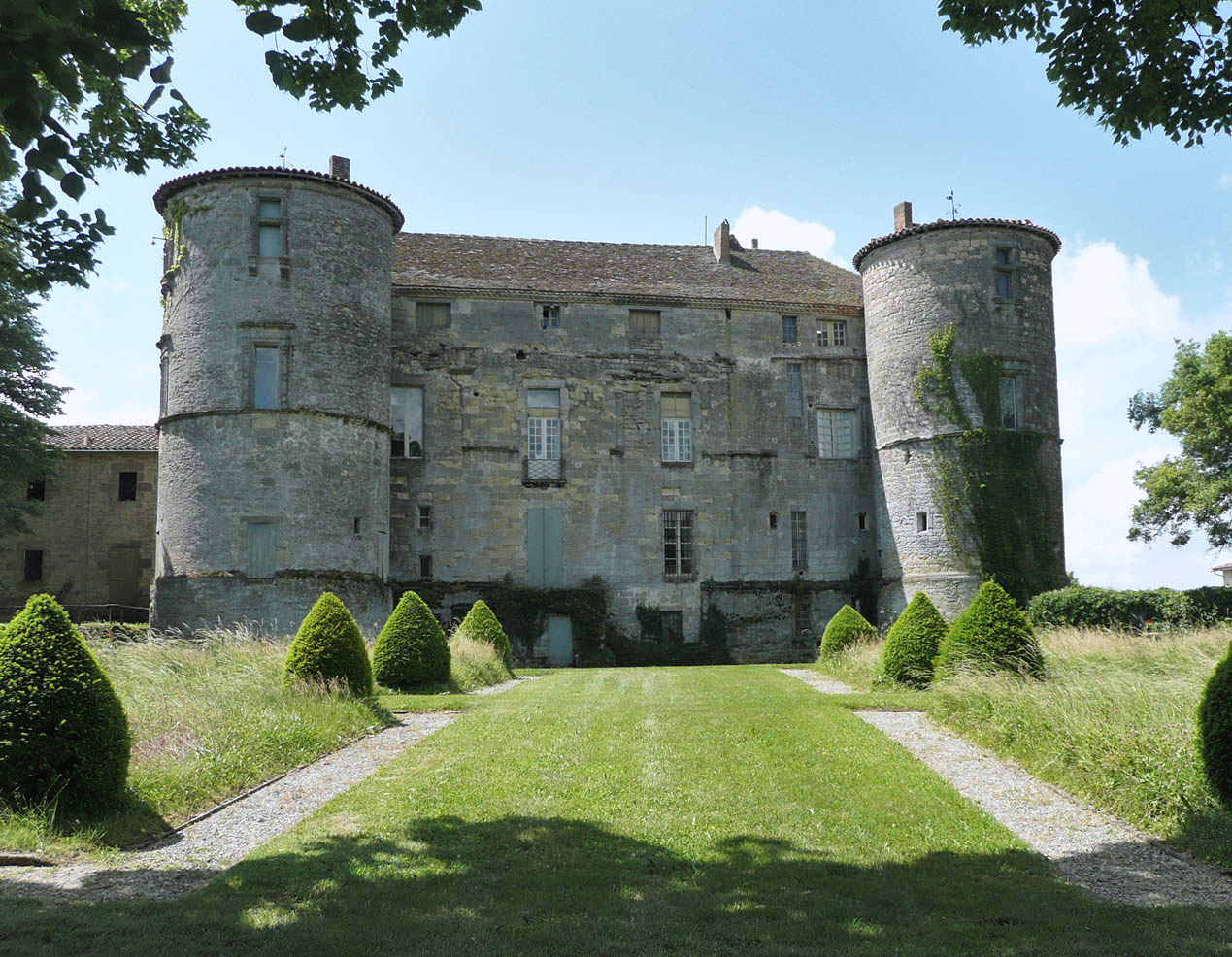
Замок Лубанс (северная сторона)
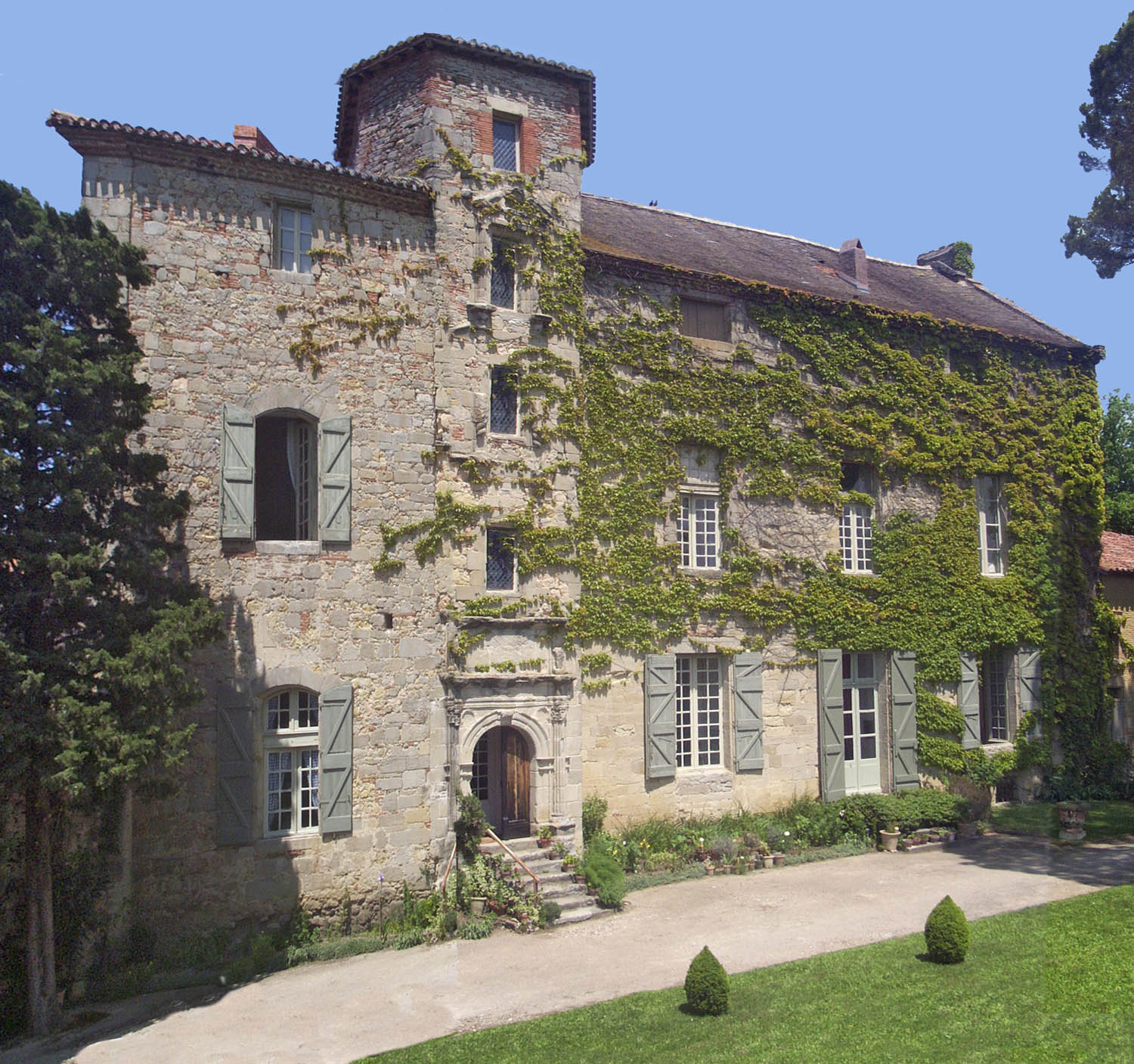
Замок Лубанс (южная сторона)
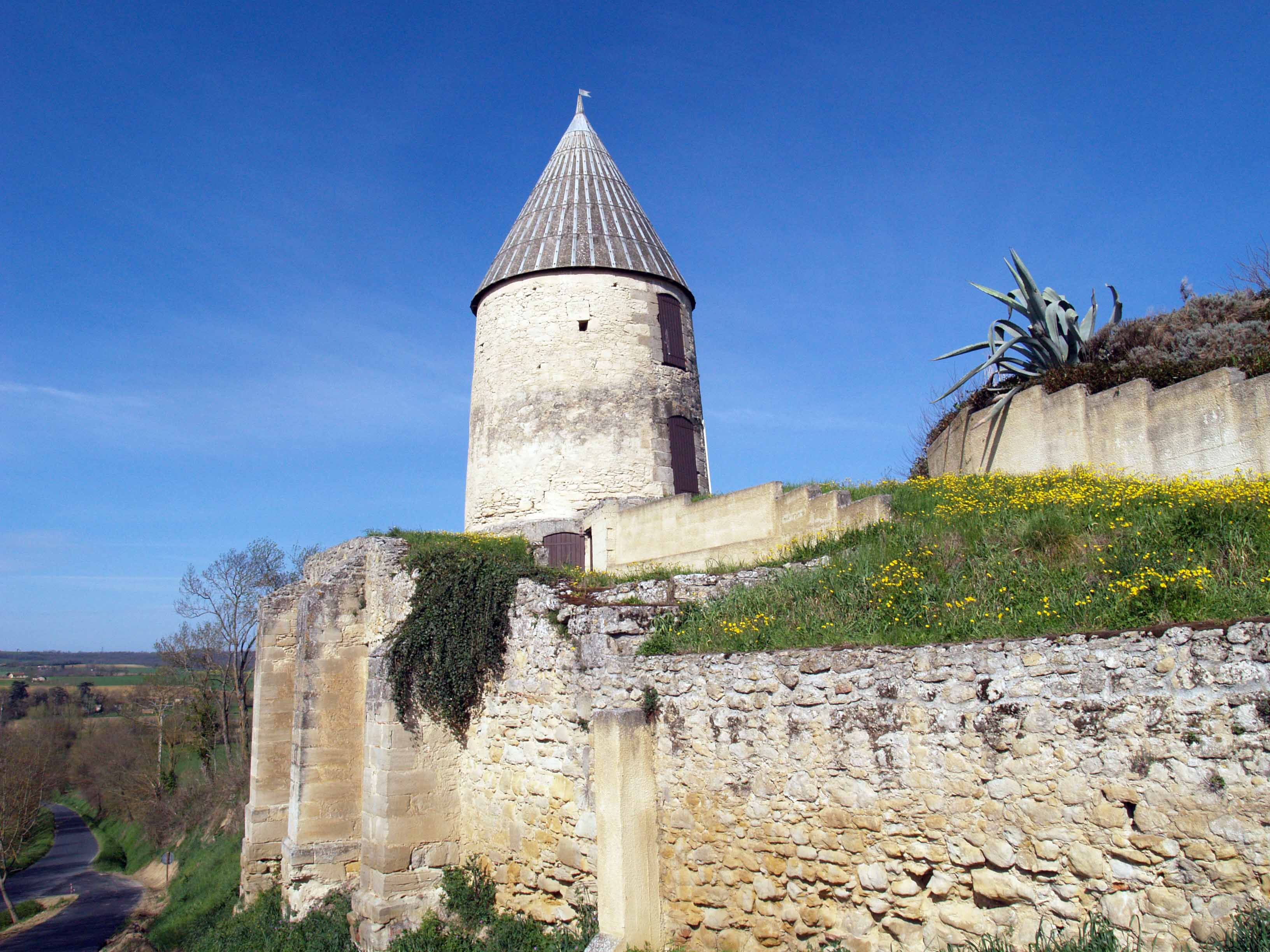
Ветряная мельница